# Conistra sakabei
Conistra sakabei är en fjärilsart som beskrevs av Shigero Sugi 1980. Conistra sakabei ingår i släktet Conistra och familjen nattflyn. Inga underarter finns listade i Catalogue of Life.